# Scambina
Scambina är ett släkte av fjärilar. Scambina ingår i familjen nattflyn.
Kladogram enligt Catalogue of Life:
| Scambina | \| \| Scambina aliena \| \| \| \| \| \| Scambina cervina \| \| \| \| \| \| Scambina roseipicta \| \| \| \| |
|          | \| \| Scambina aliena \| \| \| \| \| \| Scambina cervina \| \| \| \| \| \| Scambina roseipicta \| \| \| \| |
|          | Scambina aliena                                                                                            |
|          | |
|          | Scambina cervina                                                                                           |
|          | |
|          | Scambina roseipicta                                                                                        |
|          | |